# Барге, Вильгельм
Вильгельм Барге (нем. Johann Heinrich Wilhelm Barge; 23 ноября 1836 — 16 июля 1925, Ганновер) — немецкий флейтист.
Родился в крестьянской семье и освоил инструмент самоучкой. В 1854 году поступил в военный оркестр Ганноверской армии, с 1861 г. играл в придворном оркестре в Детмольде. В 1867—1895 гг. солист лейпцигского Оркестра Гевандхауса, в 1881—1908 гг. преподавал в Лейпцигской консерватории. Руководитель консерватории Карл Райнеке посвятил Барге свою сонату для флейты и фортепиано «Ундина» (1882).
Опубликовал «Практическую школу игры на флейте» (нем. Praktische Flötenschule; 1880), ряд оригинальных сочинений для своего инструмента. Подготовил издание музыкальных произведений Фридриха Великого (1893) и переработанное издание дуэтов для двух флейт В. А. Моцарта Op. 75. Вильгельму Барге принадлежит также составленное в учебных целях собрание наиболее сложных мест в оркестровых партиях флейты (1875, в девяти выпусках; расширенное издание — Нью-Йорк, 1900).